# Un grido lacerante
Un grido lacerante è l'ultimo romanzo della scrittrice Anna Banti, pubblicato quando ella aveva 86 anni. Nel 1981 il libro ha ottenuto la candidatura al Premio Selezione Campiello. È stato tradotto in inglese.
Il libro rievoca in terza persona il rapporto tra l’autrice (che sceglie come propria controfigura inventata Agnese Lanzi) e il marito Roberto Longhi, chiamato semplicemente Delga.

## Trama
Agnese Lanzi, bambina e adolescente molto dotata, compie gli studi per diventare storica dell'arte. Il suo primo incarico, come responsabile di un piccolo museo dell'Abruzzo, si conclude con una grave malattia e un tentativo di suicidio. Da questo emergerà solo grazie al suo professore, Delga, che ne fa la sua sposa e compagna di vita e ricerche.
Però Agnese non è più la stessa e l'impeto verso la storia dell'arte si tramuta in una svolta verso la letteratura a carattere storico. Così conosce un certo successo come scrittrice, mentre il suo matrimonio procede felice, ma non fecondo. Alla morte del marito, assai più anziano di lei, Agnese si ritrova a fronteggiare una spiacevole situazione, creata dalle volontà di Delga, che ha lasciato la sua eredità culturale in mano a un suo assistente, con il mandato di farne un centro studi.
Da questo momento e suo malgrado, Agnese diventa il bersaglio dell'assistente che ha il potere di maneggiare tutto il materiale del maestro. La scoperta, fatta dalla donna, di alcuni manoscritti e la loro pubblicazione attizzano l'odio dell'uomo, che arriva ad accusare Agnese di ladrocinio. La donna non può che rifugiarsi in una nuova malattia; alla sua guarigione, scoprirà che l'ex assistente se n'è andato e a lei rimane l'onere di far progredire la fondazione.
Eppure, nonostante i suoi trascorsi e la consuetudine con la vita di Delga, Agnese non smette di sentirsi una studiosa fallita e una scrittrice per caso. Ciò sembra smentito dalla competenza con cui guida la fondazione, pubblicando altri manoscritti e valorizzando i lasciti (biblioteca, fototeca e collezione artistica). La scrittura non ha abbandonato Agnese, che però ha verso i suoi libri un atteggiamento ipercritico e quasi distruttivo: in pratica non ama i doni che ha, ma accetta, e anzi amplia il valore di quelli che non si sente in diritto di avere (la lettura e la critica dell'arte).
E viene un giorno in cui Agnese sente che il sentimento verso Delga ha assunto tratti più sbiaditi: il dolore della perdita si è attenuato e l'eredità artistica dell'amato ha ormai dato i suoi frutti. Agnese si deve rassegnare a una sorta di tregua, a contemplare quello che era stato il centro pulsante della sua vita, come qualcosa che è sopravvissuto alla morte, ma non per sempre. E in questo spirito, si dispone ad attendere nel silenzio, lo strappo che, come un grido lacerante, la toglierà dalle umane vicissitudini.

## Edizioni
- Anna Banti, Un grido lacerante, Milano, Rizzoli, 1981.
- Anna Banti, Un grido lacerante, prefazione di Cesare Garboli, Milano, Club del libro, 1981.
- Anna Banti, Romanzi e racconti, a cura e con un saggio introduttivo di Fausta Garavini, Milano, Mondadori, 2013.